# 里特恩角
里特恩角是南極洲的海岬，位於南奧克尼群島中科羅內申島西南岸，處於奇爾角西北面2公里，該海灣在1821年12月7日被發現，該地區被國際鳥盟列為重點鳥區，是約38,000雙南極企鵝的棲息地。
60°38′S 46°1′W / 60.633°S 46.017°W